# BYSL
BYSL (англ. Bystin like) – білок, який кодується однойменним геном, розташованим у людей на короткому плечі 6-ї хромосоми. Довжина поліпептидного ланцюга білка становить 437 амінокислот, а молекулярна маса — 49 601.
| 10         |  | 20         |  | 30         |  | 40         |  | 50         |
| ---------- |  | ---------- |  | ---------- |  | ---------- |  | ---------- |
| MPKFKAARGV |  | GGQEKHAPLA |  | DQILAGNAVR |  | AGVREKRRGR |  | GTGEAEEEYV |
| GPRLSRRILQ |  | QARQQQEELE |  | AEHGTGDKPA |  | APRERTTRLG |  | PRMPQDGSDD |
| EDEEWPTLEK |  | AATMTAAGHH |  | AEVVVDPEDE |  | RAIEMFMNKN |  | PPARRTLADI |
| IMEKLTEKQT |  | EVETVMSEVS |  | GFPMPQLDPR |  | VLEVYRGVRE |  | VLSKYRSGKL |
| PKAFKIIPAL |  | SNWEQILYVT |  | EPEAWTAAAM |  | YQATRIFASN |  | LKERMAQRFY |
| NLVLLPRVRD |  | DVAEYKRLNF |  | HLYMALKKAL |  | FKPGAWFKGI |  | LIPLCESGTC |
| TLREAIIVGS |  | IITKCSIPVL |  | HSSAAMLKIA |  | EMEYSGANSI |  | FLRLLLDKKY |
| ALPYRVLDAL |  | VFHFLGFRTE |  | KRELPVLWHQ |  | CLLTLVQRYK |  | ADLATDQKEA |
| LLELLRLQPH |  | PQLSPEIRRE |  | LQSAVPRDVE |  | DVPITVE    |  |            |

A: Аланін

C: Цистеїн

D: Аспарагінова кислота

E: Глутамінова кислота

F: Фенілаланін

G: Гліцин

H: Гістидин

I: Ізолейцин

K: Лізин

L: Лейцин

M: Метіонін

N: Аспарагін

P: Пролін

Q: Глутамін

R: Аргінін

S: Серин

T: Треонін

V: Валін

W: Триптофан

Кодований геном білок за функцією належить до фосфопротеїнів. 
Задіяний у такому біологічному процесі, як біогенез рибосом. 
Локалізований у цитоплазмі, ядрі.